# Bahnstrecke Zhunge–Shuozhou
Die Bahnstrecke Zhunge–Shuozhou ist eine Bahnstrecke in der Volksrepublik China. Sie dient ausschließlich dem Güterverkehr.

## Geografische Lage
Zhunge liegt in der Autonomen Region der Inneren Mongolei in der Volksrepublik China, Shuozhou in der Provinz Shanxi.

## Geschichte
Der Bau der Strecke wurde von der Inner Mongolia Yitai Coal Company mit finanziert, die auch einige weitere derartige Projekte betreibt. Die Strecke wurde am 2. Januar 2019 in Betrieb genommen.

## Technische Angaben
Die Strecke ist eingleisig und 205 km lang. Die Kosten für den Bau betrugen 12 Mrd. Renminbi (1,6 Mrd. Euro).
Die Strecke dient ausschließlich dem Transport von Steinkohle. Jährlich sollen 60 Mio. t abgefahren werden.